# Archiearis glaucofasciata
Archiearis glaucofasciata là một loài bướm đêm trong họ Geometridae.